# Afropisaura rothiformis
Afropisaura rothiformis är en spindelart som först beskrevs av Embrik Strand 1908.  Afropisaura rothiformis ingår i släktet Afropisaura och familjen vårdnätsspindlar. Inga underarter finns listade i Catalogue of Life.